# Stefan Höck
Stefan Höck (Benediktbeuern, 10 maggio 1963) è un ex biatleta tedesco occidentale.

## Biografia
In Coppa del Mondo ottenne il primo risultato di rilievo il 24 gennaio 1985 ad Anterselva (28°) e l'unica vittoria, nonché unico podio, il 30 gennaio 1988 a Ruhpolding.
In carriera prese parte a un'edizione dei Giochi olimpici invernali, Calgary 1988 (26° nella sprint, 2° nella staffetta).

## Palmarès

### Olimpiadi
- 1 medaglia:
  - 1 argento (staffetta a Calgary 1988)

### Coppa del Mondo
- 1 podio (individuale[1]):
  - 1 vittoria

#### Coppa del Mondo - vittorie
| Data            | Località   | Nazione        | Spec. |
| --------------- | ---------- | -------------- | ----- |
| 30 gennaio 1988 | Ruhpolding | Germania Ovest | SP    |

Legenda:

SP = sprint